# Roncador Cay
Roncador Cay est une petite île de l'archipel Roncador Bank, situé à l'ouest de la mer des Caraïbes, au large des côtes de l'Amérique centrale, à 150 kilomètres au nord-est de l'archipel de San Andrés, Providencia et Santa Catalina.